# Julia Beatrice How
Julia Beatrice How (Bideford, Devon, 16 de octubre de 1867-Hertford, 19 de agosto de 1932) fue una pintora británica que trabajó en Francia. 

## Biografía

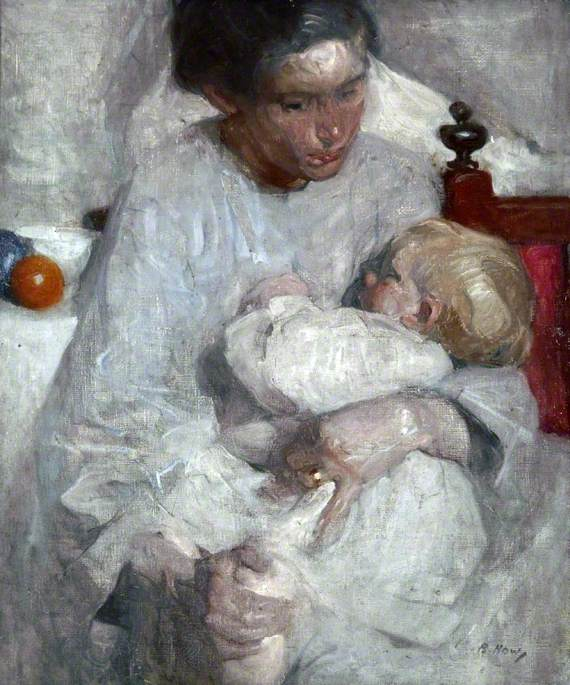
Maternité, colección Atkinson Art Gallery

Nació en Bideford, Devon en una familia de plateros. Era la más joven de su familia, y sus dos padres murieron antes de ser adulta. Se mudó con su familia a Bournesmouth y asistió a la Escuela Herkomer en Bushey, Hertfordshire. Luego se mudó a París para estudiar en la Academia Delecluse alrededor de 1893, y comenzó a exponer en 1902 en la Sociedad Nacional de Bellas Artes, donde exhibió alrededor de 147 obras a lo largo de su carrera. Mientras estaba en París, conoció el trabajo de Rodin, Polin, Besnard y Lucien Simon, cuyas obras pudieron haber influido en su arte.  Pintó sobre varios temas, como desnudos, retratos de niños y estudios de frutas y flores, y utilizó varias técnicas como pastel, lápices de colores, aceites y acuarelas.  
Fue "considerada como igual a Berthe Morisot y Mary Cassatt " en Francia y América, pero fue "algo descuidada en su país de origen". Sus obras se incluyeron  en varias exposiciones en Francia, Gran Bretaña y el extranjero. Se expusieron en la Real Academia Escocesa (1915–36), el Real Instituto de Glasgow  (1913-39), la Royal Academy (1924–36), Liverpool Autumn Exhibitions (1910 y 1912), Galería de Bellas Artes Gallery (1927), Galerías Georges Petit (1919 y 1926), Galerías de los Artistas Franceses (1928), Salon de las Tuillerías (1923–24) y la Exposición Carnegie (1910-1914 y 1925).  Después de su muerte en 1932, se realizó una exposición conmemorativa en la Galería de Bellas Artes en 1933 y en las Galerías New Burlington en 1935. Ganó una Mención de Honor en la Exposición Carnegie en 1914 y fue elegida como Asociada de la Sociedad Nacional de Bellas Artes en 1904. 
En 1905, dos de sus pinturas, En una cabaña holandesa y Le Repas, se incluyeron en Women Painters of the World, una descripción general de las mujeres pintoras. How es reconocida por sus cuadros que representan a madres y niños. Según la Galería Kourd, "su técnica frágil y el manejo magistral de los tonos le dan tanta vitalidad a sus pinturas que parecen casi transparentes".
 

How nunca se casó ni tuvo hijos. Murió en 1932 después de caerse en la casa de su sobrina en Hertford. 

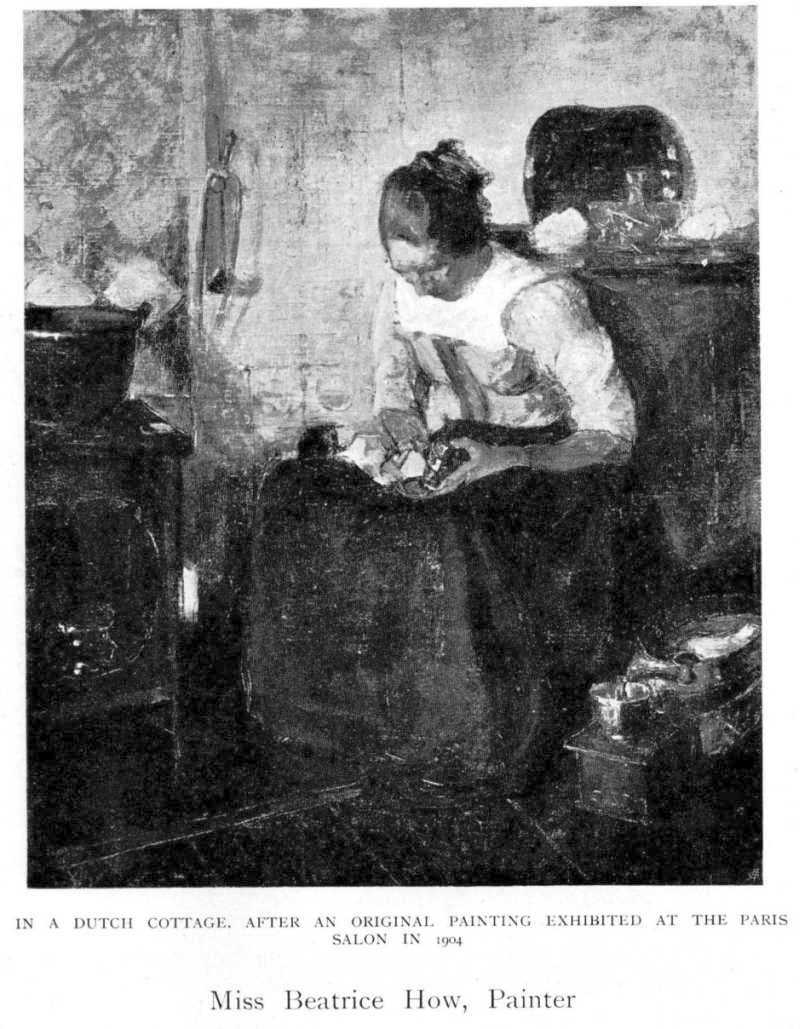
En una cabaña holandesa, exhibida en el Salón de París en 1904
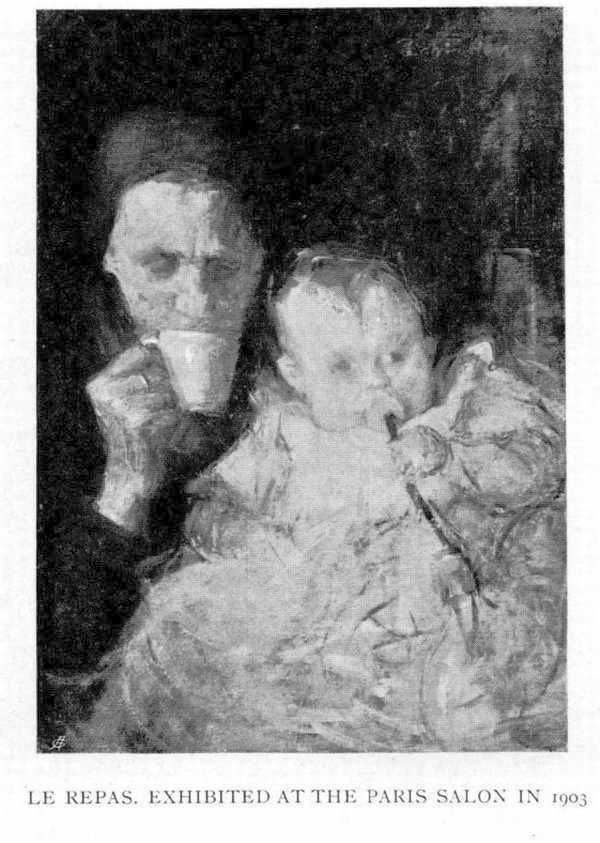
Le Repas